# Monommatinae
Monommatinae là một phân họ bọ cánh cứng trong họ Zopheridae. Phân họ này có 15 chi được tìm thấy chủ yếu trên các loài cây trong họ Agavaceae.